# Réserve de biosphère El Pinacate et le Grand désert d'Altar
La réserve de biosphère El Pinacate et le Grand désert d'Altar (espagnol : Reserva de la biosfera El Pinacate y Gran Desierto de Altar) est une réserve naturelle d'une surface de 714 566 ha, située au Mexique, plus précisément au Sonora. Le site a également été inscrit au patrimoine mondial de l'humanité en 2013.